# Iglesias (Italie)
Pour les articles homonymes, voir Iglesias.
Iglesias est une ville italienne située dans la province du Sud-Sardaigne, dans la région Sardaigne. En 2017, elle compte 26 784 habitants.

## Histoire
La tradition attribue la fondation de Iglesias au comte Ugolin della Gherardesca dont le travail d’urbanisation vise à l’exploitation minière de la zone. Au lendemain de la victoire des Aragonais sur la république de Pise en 1324, la ville devint le premier bastion du royaume de Sardaigne et de Corse ainsi que celui de la couronne d’Aragon, qui façonna les lieux pendant environ quatre siècles. 
L’aragonisation se manifesta surtout dans l’architecture religieuse, à travers un subtil dosage de monumentalité et de décoration, comme en témoignent les églises San Francesco, San Michele, San Giuseppe et San Domenico. Durant la période tridentine, la religiosité s’intensifia encore davantage ; la Compagnie de Jésus construisit, en lieu et place de l’ex-Palais Donoratico, l’église de la Purissima. 
En 1720, le passage à la maison de Savoie comporta de nouvelles coutumes et l’architecture se fit plus sobre, comme en témoigne l’Evêché, conçu par des ingénieurs de la maison de Savoie. 
C’est aussi à cette époque qu’on s’intéressa davantage aux richesses du sous-sol. En 1871, le député Giorgio Asproni (it) fonda l’École des mines pour former les cadres ainsi que le Musée minéralogique annexe.

## Étymologie
Au Moyen Âge, la ville était citée en latin comme Villa Ecclesiae, en toscan antique comme Villa di Chiesa, en catalan comme Viladesgleyes ou Vila d'Esgleyes, traduisibles par « Ville de l'Église » ou « Ville des Églises », et en espagnol comme Iglesias, « Églises ». La plus ancienne citation du toponyme Villa Ecclesiae se trouve dans un document conservé dans la cathédrale de San Lorenzo de Gênes et remonte à 1272.

## Édifices

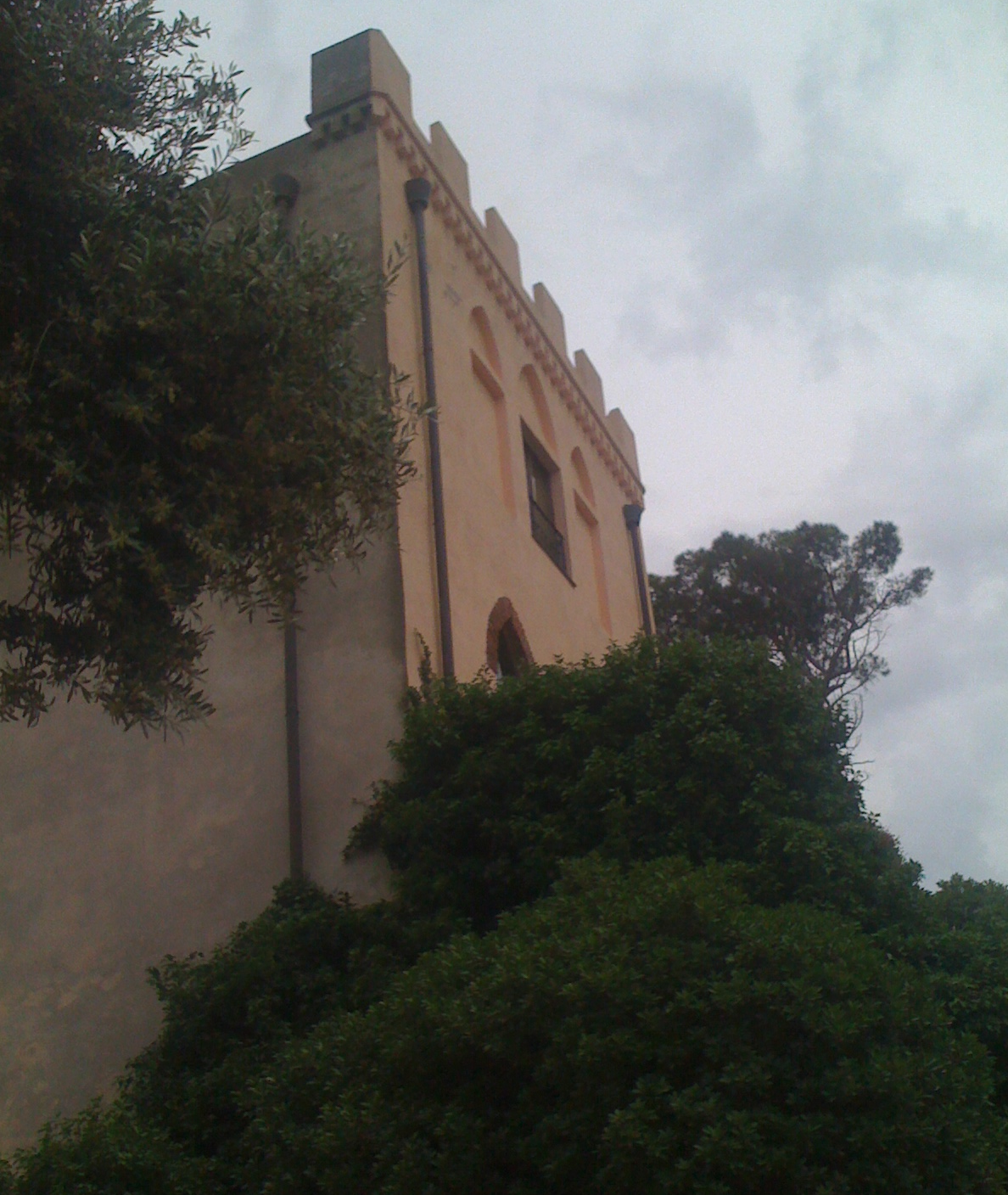
Château de Salvaterra.

### Le château de Salvaterra
Ce château fut certainement construit dans le cadre de l’urbanisation entamée après 1258 par Ugolin della Gherardesca. Il fut conçu à l’instar d’un bastion pour surveiller la ville et ses environs, ceci jusqu’aux mines d’argent. En 1297, la Sardaigne et la Corse furent affectées à la couronne d’Aragon par le pape Boniface VIII, mais les Aragonais prirent véritablement possession de l'île puis du château à partir de 1324. D'abord appelé château de San Guantino, il changea de nom pour celui de Salvaterra et l’on modifia son statut, comme en témoigne une plaque de 1325 signalant qu’il s’agit désormais d’un castris regalis (un château royal). Il se présente comme un quadrilatère. Les côtés est et nord sont construits à l’aide de couches de pierres alternant avec des couches de briques qui semblent davantage correspondre au bâtiment médiéval originel et confèrent sa solidité à la structure. Il était également doté d’une chapelle consacrée à saint Guantino, puis à sainte Eulalie de Barcelone. Dans la cour intérieure du château, le puits a été reconstruit.

### Cathédrale Sainte Chiara

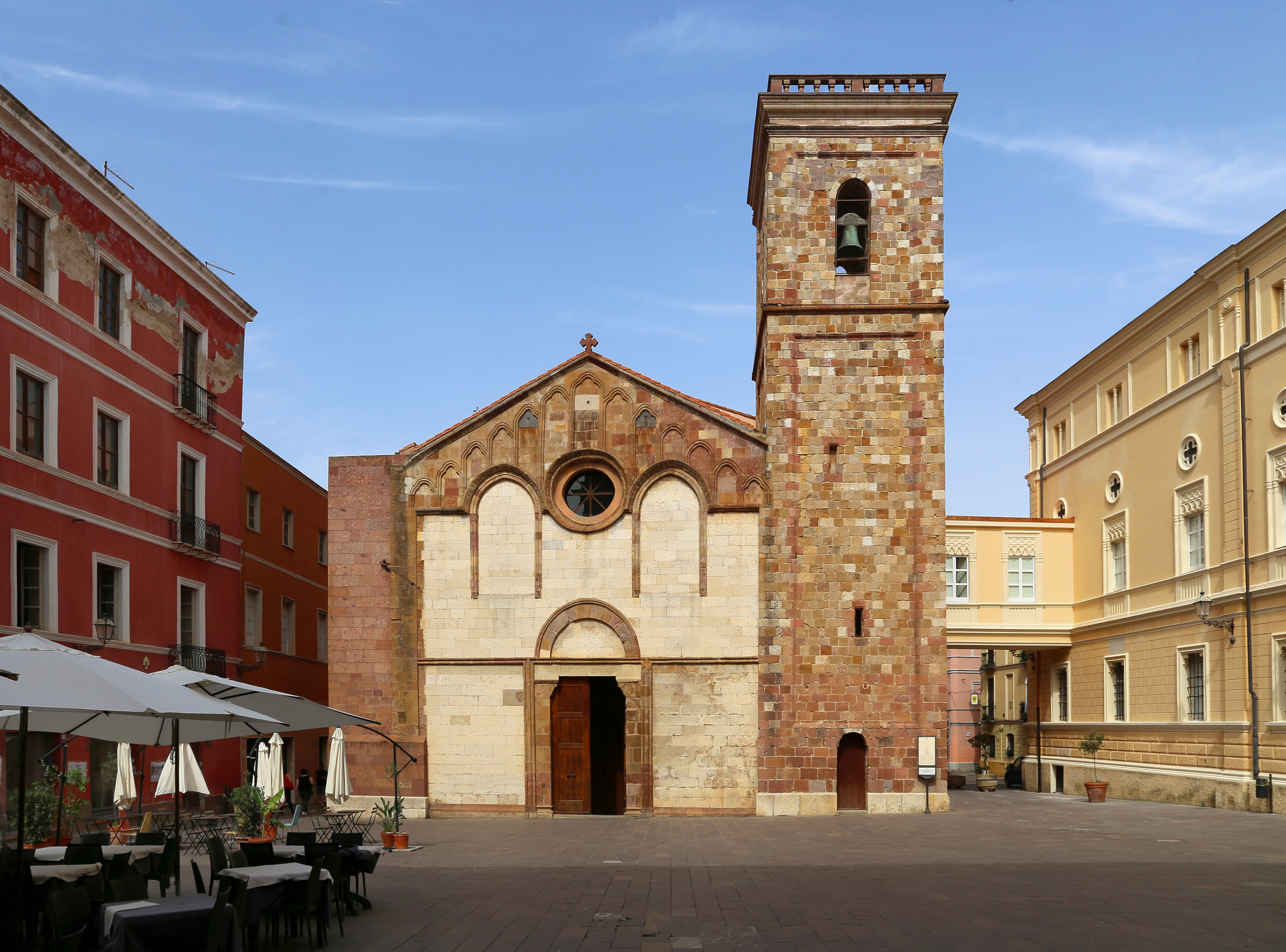
Cathédrale de Sainte Chiara.

La construction de la cathédrale Santa Chiara relève des initiatives visant au développement démographique et urbain décidé par la famille des Donoratico della Gherardesca. L’église ne présente pas de style unitaire. Au cours des siècles, elle a été transformée à plusieurs reprises, du fait des dominations qui se sont succédé et de multiples restaurations, surtout après la réfection à partir du XIXe siècle. La façade munie d'un toit en pavillon est divisée en deux ordres par un encorbellement qui la parcourt horizontalement à la hauteur de l’architrave du portail. L’intérieur se compose d’une vaste nef unique rythmée par des chapelles latérales et des voûtes en étoile reposant sur des colonnes à chapiteaux sculptés. Le campanile abrite une cloche en bronze de 1337, œuvre de Andrea Pisano. Il est crépi et doté d’une pointe en 1862. Les caves de la cathédrale abritent le Musée d’art sacré.

### Église de La Purissima
Une caractéristique prédominante de ce seul exemple d’architecture de la Contre-réforme à Iglesias est la parfaite correspondance entre l’intérieur et l’extérieur. L’équilibre des espaces est déjà perceptible sur la façade, qui joue sur le contraste entre le crépi blanc et la trachyte rouge. À gauche se trouve le clocher qui sert aujourd’hui de tour de l’Horloge. À l’intérieur, une ample nef est dotée de trois chapelles par côté et d'un remarquable mobilier en marbre. La sobriété générale de l’édifice tranche avec les motifs décoratifs ajoutés en 1774 lorsque les jésuites quittèrent la ville à la suite de la suppression de leur ordre. Les décorations datent du début du XXe siècle. Les souterrains abritent un parcours d’exposition sur le thème des architectures religieuses de la région du Sulcis-Iglesiente.

### Église de Saint Domenico
L‘église touche par la sobriété des éléments en saillie qui ornent la façade comme une broderie. Flanquée de colonnes corinthiennes et surmontée d’une architrave où figure l’écusson de la famille Cannavera, la majestueuse entrée relève de la sensibilité gothique catalane. L’espace, à nef unique, est surmonté d’une voûte en berceau divisée en quatre travées par des arcs en ogive. La nef est dotée de deux chapelles par côté, consacrées aux corporations qui financèrent les travaux. Du côté droit, les pierres apparentes des chapelles, posées en 1910, rompent avec le projet initial. Parmi les quatre pierres tombales, figure celle de l’évêque Nicolò Cannavera auquel on doit la construction de l’église.

### Église de Saint Francesco

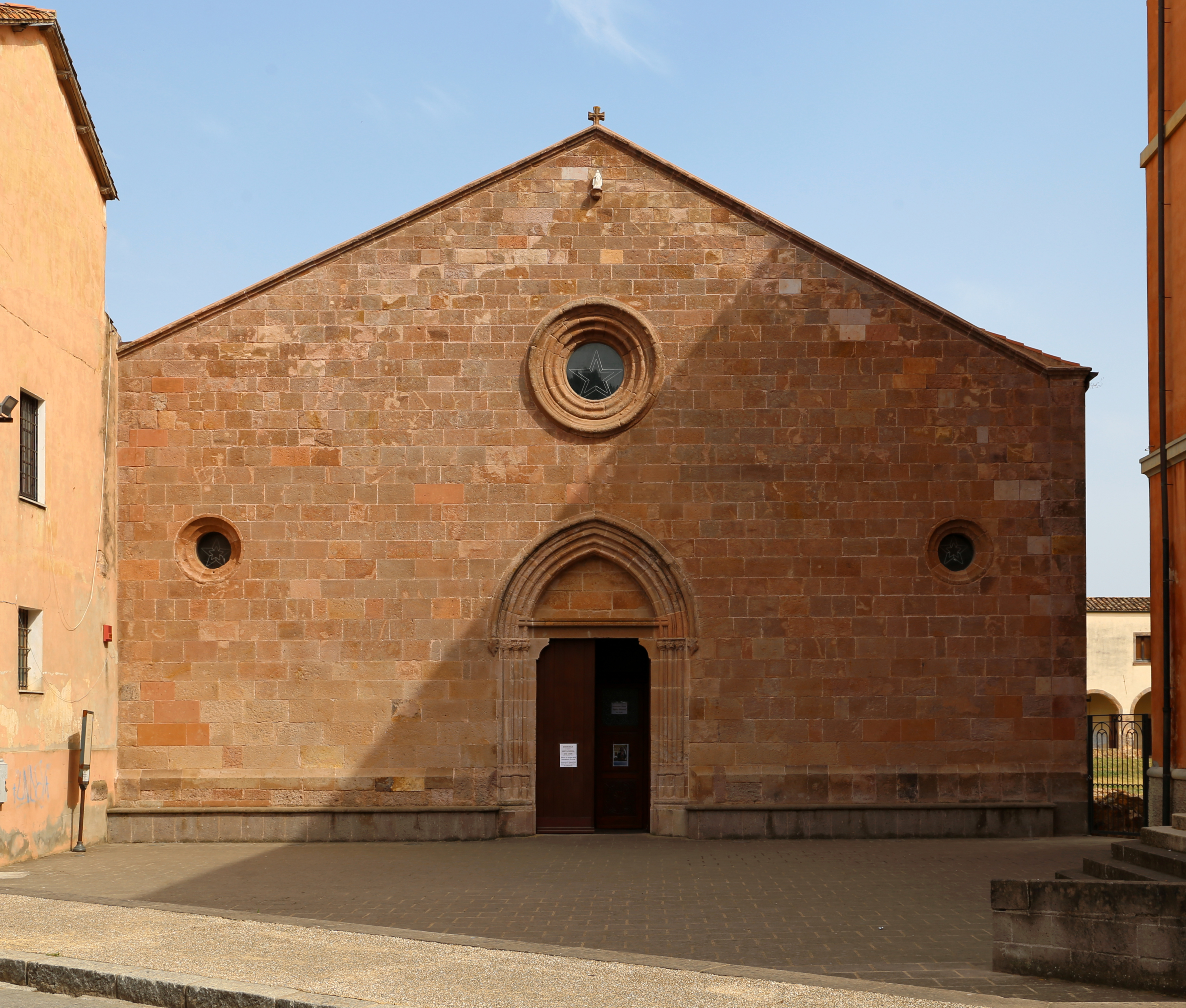
Église de San Francesco, XVIe siècle.

La façade en pavillon présente des maçonneries lisses ; au centre, le portail est surmonté par une rosace et flanqué de deux oculus latéraux. La nef unique est surmontée d’un plafond en bois. Elle se divise en sept travées flanquées de sept chapelles latérales ; les chapelles et le presbytère furent ajoutés à partir du XVIe siècle. Les chapelles présentent une simple voûte en croisée d’ogives terminée par une clef pendante, à l’exception de la cinquième chapelle à gauche, dite « du Crucifix ». La tribune des chantres, en pierre, remplace l’original en bois démoli au début du XXe siècle. Parmi le mobilier, figure le bénitier en marbre, le mobilier qui orne les chapelles de gauche, dont le retable, une œuvre de Antioco Mainas. Au XVIe siècle, on annexa à l’église le couvent,  dont le cloître est consacré à saint François.

### Église de Saint Marcello
L’église San Marcello, siège de la confrérie homonyme, était située à gauche de l’église San Francesco jusqu’à la fin du XIXe siècle, époque où elle fut déplacée pour laisser la place aux nouvelles écoles primaires et élémentaires. Le projet de reconstruction (1901) est l’œuvre de l’ingénieur Luigi Degrossi qui utilisa en partie des matériaux de récupération appartenant à l’oratoire, comme les grosses plaques d’ardoise pour le carrelage intérieur. On peut aujourd’hui admirer la façade rouge de style néo-gothique de l’édifice, qui présente un portail surmonté d’un arc en ogive. Au centre de la flèche, une croix grecque guide le regard vers une rosace, tandis qu’un motif d’arceaux gothiques, identiques à ceux qui décorent les fenêtres du palais l’Évêché, orne la façade.

### Église de Saint Michele
Cette église datant de l’époque aragonaise est liée à la présence de la Grande Confrérie de la Vierge de Pitié du saint Mont. L’intérieur est un petit espace à nef unique traversé par un arc brisé qui le divise en deux travées. Au centre du presbytère, se trouve une mense en pierre décorée d’un bas-relief figurant la Cène et, derrière, une niche abrite une statue de saint Michel. À droite, une chapelle consacrée aux Mystères, fut érigée en 1727 pour abriter les statues processionnaires des différentes étapes de la Passion. Un remarquable bénitier en pierre – que l’on peut dater du XVIe et XVIIe siècles – est orné de quatre poissons sculptés dans le bassin.

### Église de Saint Salvatore

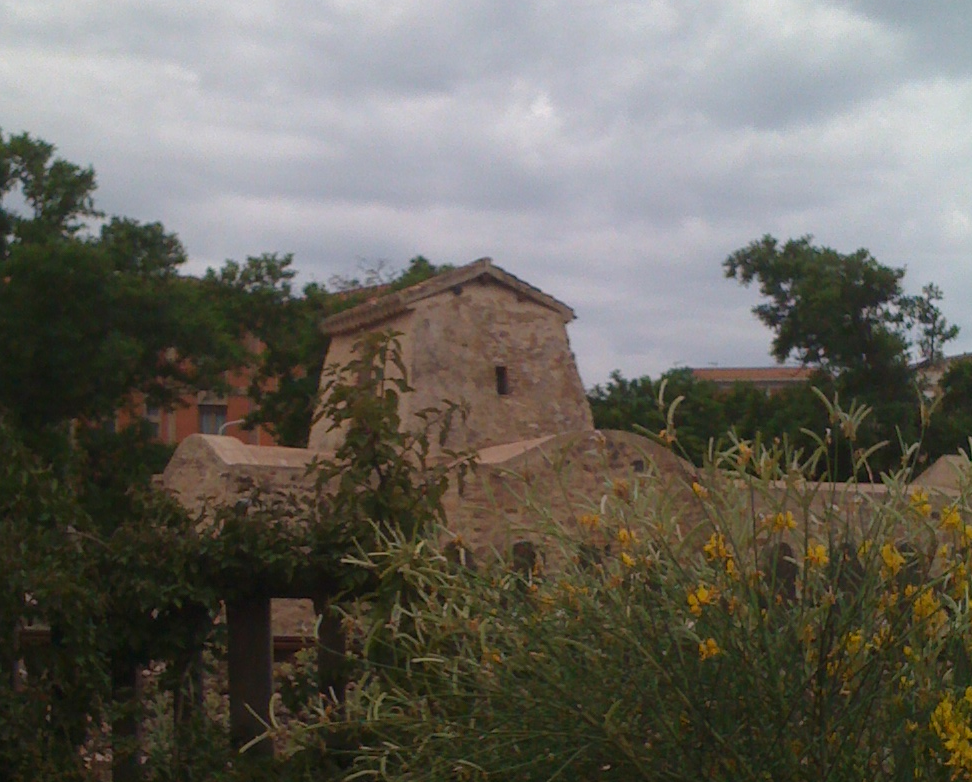
Église de San Salvatore, Xe siècle.

L’église, qui est l’un des bâtiments de culte ayant précédé l’érection de la ville (après 1258), se trouve hors les murs. Du fait d’analogie avec l’église Santa Croce de Ittireddu, on considère que San Salvatore a été construite entre le IXe siècle et le XIe siècle. Cette église reproduit les schémas de construction présents dans d’autres bâtiments de culte en croix latine de dimension moyenne, érigés par l’Empire byzantin non loin des centres en voie de développement. Dans la façade en pavillon, s’ouvre un portail surmonté d’un arc dont l’architrave s’appuie sur des maçonneries périmétrales. La nef croise le transept pour se terminer par ce qui semble être une harpe, et correspond aujourd’hui à une baie vitrée qui simule l’ancienne abside.

### Église de Saint Antonio Abbé
L'église compte parmi les bâtiments de culte dont la construction a précédé l’érection de la ville elle-même (après 1258). Bâtie sur une hauteur, non loin de la vallée du Cixerri, elle devait constituer le cœur d’un petit village. L’édifice, maintes fois remanié au cours des âges, présente une simple façade surmontée d’un toit en pavillon qui reproduit les schémas de type byzantin. La façade laisse deviner l’ancien plan du monument, dont témoigne aujourd’hui la construction de droite faisant office de sacristie : les espaces ont absorbé une des trois nefs qui devaient constituer le bâtiment d’origine. L’intérieur est une salle quadrangulaire plutôt exiguë, où les quatre arcs en plein cintre déterminent quatre travées. Au fond, se trouve une grande abside en fer à cheval.

### Église de Sainte Maria De Valverde

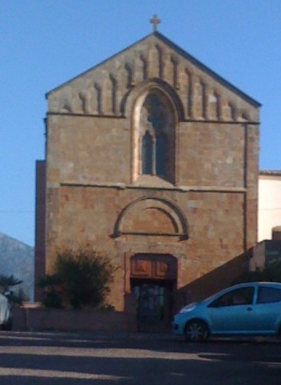
Église de Nostra Signoria di Valverde, XIIIe siècle.

L’église fut élevée hors les murs, presque en même temps que la cathédrale, avec laquelle elle partage des affinités stylistiques et structurelles. Comme la cathédrale, cette église présente un modèle architectural roman, sur lequel viennent se greffer des lignes gothiques. La façade a été restaurée et remaniée maintes fois jusqu’aux XXe siècle. Réalisée à l’aide de claveau de trachyte rose, elle présente deux ordres séparés par une corniche horizontale moulurée. L’intérieur est constitué d’une nef unique qui possédait à l’origine un plafond en bois plus bas. La nef se termine par un vaste espace presbytéral quadrangulaire surmonté par une voûte d’arête en étoile ornée de clefs pendantes. La clef centrale, plus grande, figure la Vierge et l’Enfant.

### Cloître Saint Francesco
L’église et le couvent San Francesco, constituent un des témoignages les plus intéressants et précieux laissé par les Frères mineurs conventuels en Sardaigne. Le cloître était un espace ouvert, entouré de quatre côtés à arcades. Le couvent comprend en outre quelques ailes bâties à l’instar de loggias ouvertes au rez-de-chaussée, disposées autour d’un espace vert auquel on accédait grâce à des arcades en plein cintre en trachyte rose. Hélas, l’absence de sources documentaires et les dommages subis durant les années 1940 lorsque le couvent fit office de refuge anti-aérien, ne nous permettent pas de dire si ce cloître est vraiment d’origine. Aujourd’hui, à la suite d'une série de restaurations, on a pu récupérer une partie de l’ensemble d’origine.

### Cimetière Monumental
Le cimetière se situe dans l’aire comprise entre la via Cappuccini et Su Pardu, selon un schéma où les intersections des allées déterminent les carrés. Au centre, un escalier conduit à la chapelle de l’allée principale. Le cimetière, souvent agrandi, ne présente pas un plan ordonné, même si l’on devine des agencements particuliers comme celui de l’allée appelée « Viale dei bambini ». Le noyau le plus ancien se caractérise par un éclectisme également représentatif de la grille, des stèles, des urnes, des chouettes et des anges qui flanquent l’escalier. L’entrée de la via Cappuccini sépare d’une part les sobres fioritures Art Nouveau aux symbologies maçonniques des tombes des morts des deux Grandes Guerres. On mentionnera les œuvres remarquables de Giuseppe Sartorio.

### Fortifications médiévales

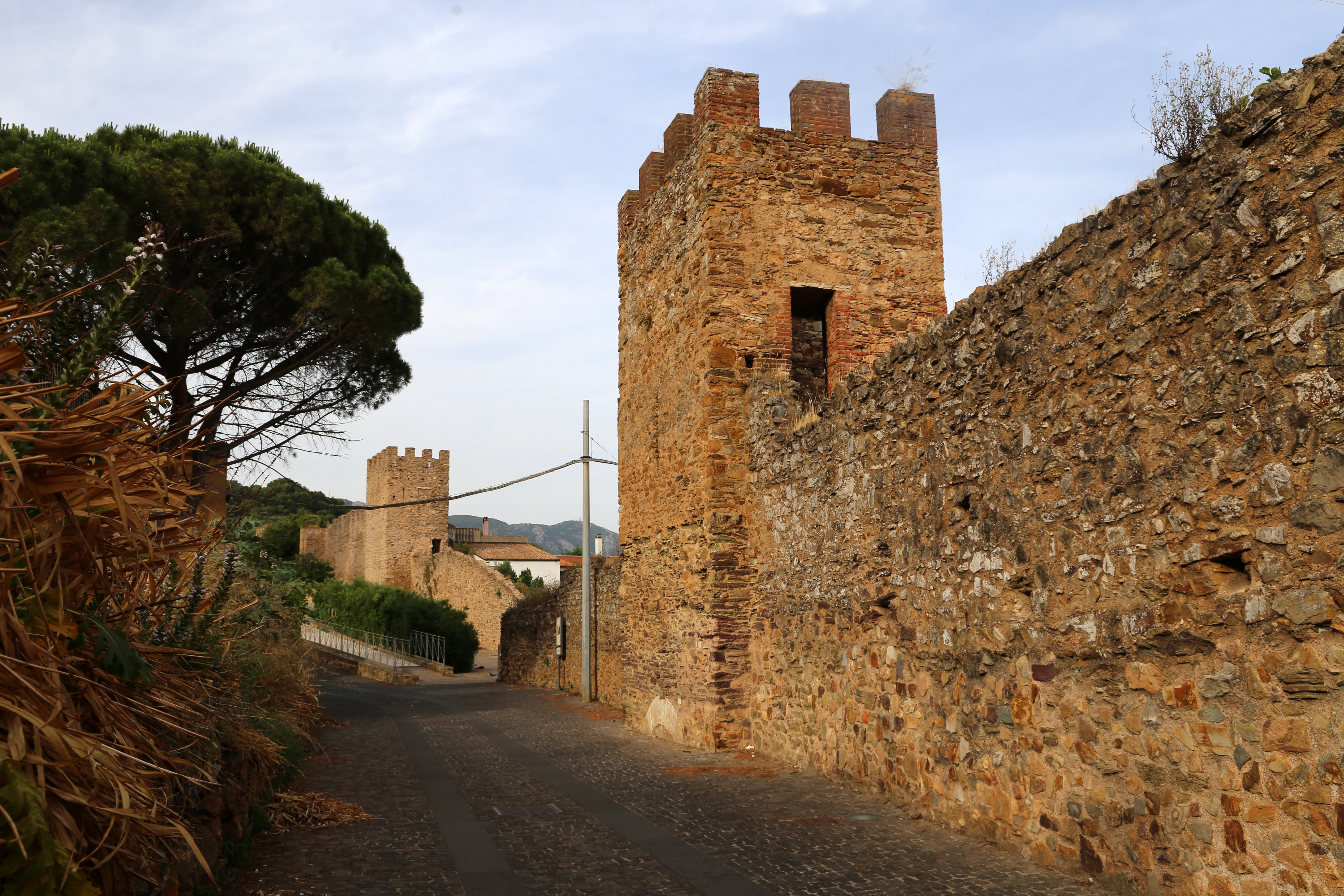
Murailles médiévales.

Les Murailles dites « pisanes » entourent la ville au niveau du centre historique et épousent les courbes irrégulières en tirant parti du dénivelé à la hauteur du château Salvaterra. Bien que le développement urbain ait impliqué l’englobement de différentes partie de l’enceinte au sein des habitations, les parties visibles conservent le caractère des fortifications militaires médiévales, à savoir une série de façades aveugles réalisées en pierraille disposée selon des couches horizontales pour chercher une hétérogénéité garantissant une grande résistance aux attaques. L’enceinte est hérissée de 23 tours ; seules quatre portes perçaient l’enceinte. La crénelure n’est pas homogène du fait de remaniements successifs : certaines parties sont carrées à la manière guelfe, tandis que d’autres adhèrent à la manière gibeline en « queue d’hirondelle ».

### Appartement Liberty
C'est une « palazzina » privée, un exemple de maison Art Nouveau à l’anglaise. L’édifice, flanqué de deux autres bâtiments — eux aussi des habitations privées — donne sur la rue. La façade est mouvementée, non seulement au niveau de la structure, mais aussi de la décoration. Des bow-windows sont superposés deux à deux. Les bow-windows sont une invention qui nous vient d’Angleterre : ils servent à animer le plan lisse de la façade et à inonder de lumière l’espace intérieur. Les balustrades en fer forgé des balcons au premier et au deuxième étage ont une allure linéaire et raffinée, sinueuse comme les lieux l’exigent, et présentent des variations au sein des linéarités qui les définissent.[pas clair]

### L'Hôtel de Ville
L’édifice se trouve au cœur du centre historique, en position centrale par rapport au périmètre défini par le mur d’enceinte médiéval. Il fut construit par l’entreprise « Vincenzo Sulcis », entre 1871 et 1872, sur un projet de l’ingénieur du génie civil Antonio Cao Pinna. La façade, qui s’élève sur un soubassement en claveaux de pierre volcanique – est divisée horizontalement par des bandeaux marquant la séparation des étages. La salle du conseil est dotée d'une décoration réalisée au cours des années 1920 sur un projet de Francesco Ciusa, sculpteur sarde au renom international, et de Remo Branca, illustrateur et peintre. Le triptyque qui orne le mur du fond a été exécuté par le peintre Carmelo Floris.

### Ancienne pâtisserie La Marmora

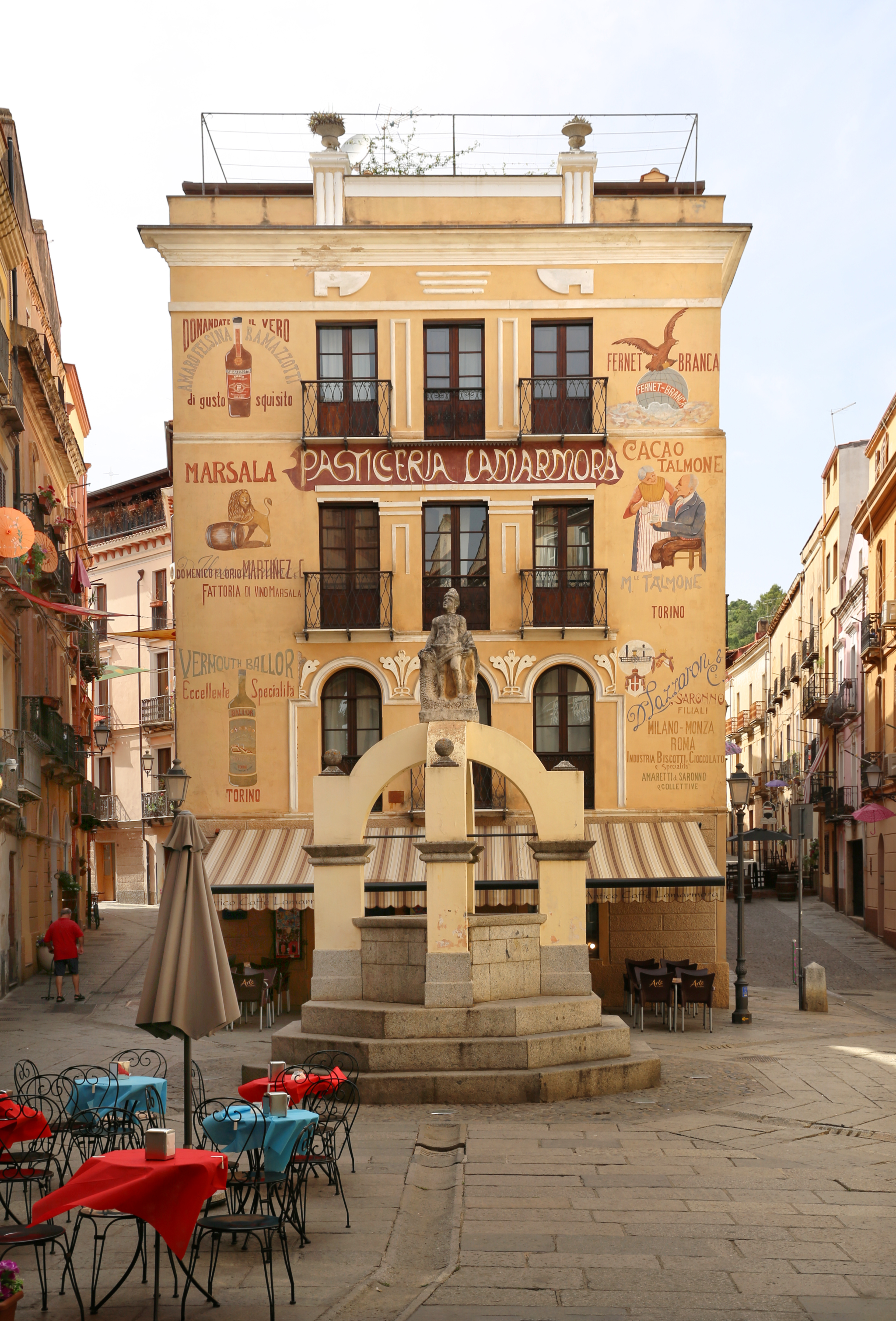
Pâtisserie La Marmora.

L’édifice, qui abrite encore aujourd’hui une pâtisserie, se dresse sur la Piazza La Marmora. Son caractère « Art Nouveau » lui est conféré par les nombreuses enseignes publicitaires réparties sur une façade évoquant des atmosphères urbaines austro-hongroises. Sur l'une d'elles, on peut lire « Pasticceria La Marmora » en caractères « fantaisie » largement utilisés dans les pages publicitaires. Des motifs de feuilles alternent avec les arcs des portes-fenêtres du premier étage qui, aux étages suivants, deviennent géométriques et stylisés. En 2004, le « palazzo » a été l’objet d’une restauration soigneuse réalisée par le « Centro del Restauro » de Cagliari.

### Palais épiscopal
Le premier projet d’évêché date de 1763, et il est signé par un ingénieur du génie militaire, le Piémontais Saverio Belgrano di Famolasco, l’un des premiers promoteurs dans l’île de nouveautés sobrement extrapolées du baroque par les architectes de la maison de Savoie. Le plan de Belgrano fut suivi par trois autres projets ; on réalisa finalement un bâtiment où la sobriété du XVIIIe siècle se fond avec les stylèmes historicistes des interventions pratiquées à la fin du XIXe siècle. Le monument, caractérisé par des dimensions imposantes, s’articule sur trois niveaux séparés par des bandeaux. On accède à l’entrée principale grâce à trois escaliers ; le fronton présente dans les montants deux bacoli, symboles épiscopaux.

### Piazza Sella
La Piazza Sella représente le cœur de la vie sociale de Iglesias. Elle est dotée de bancs le long du « passeo ». La Piazza Sella se trouve au niveau de la via Garibaldi, qui mène à la gare et la sépare de la Piazza Oberdan adjacente, de la via Valverde et de la via Gramsci. La place, où se tient le marché, porte le nom de Quintino Sella qui valorisa Iglesias pour sa qualité de ville minière : sa statue, érigée en 1885, est une œuvre du sculpteur Giuseppe Sartorio, qui a également réalisé à Iglesias des sculptures funéraires du cimetière monumental.

### Piazza Oberdan
Face à la Piazza Sella se trouve la place consacrée à Guglielmo Oberdan, au centre de laquelle se dresse le Monument aux morts, une œuvre Francesco Ciusa (1928). La place était un lieu de stationnement pour les rares voitures dans les années 1930 et 1940, et comportaient les arrêts de bus de la Satas. Pour Iglesias, c’est aussi l’espace des commémorations militaires, depuis les réunions et les parades fascistes jusqu’aux célébrations nationales actuelles. En avril 1953, les trottoirs de la « Piazzetta Oberdan » ont été ornés de carrelages, et des parterres ont été créés autour du monument qui a été entouré de chaînes. Le pavement de la place a été restauré en 1981 et les plates-bandes ont été remises en ordre.

### Sanctuaire de la Beata Vergine del Buoncammino
Les premières informations relatives au sanctuaire, situé au sommet de la colline du même nom, se trouvent dans le Libro dei Morti de la paroisse Santa Chiara et sont relatives aux legs testamentaires à partir de 1638. L’établissement original a subi des modifications au cours des siècles. La construction actuelle présente une façade en pavillon avec en son centre un clocher-arcades. L’intérieur se compose d’une seule nef d’où se détache la zone presbytérale ; une balustrade définit l’espace des Pauvresses de sainte Claire, depuis quelques années[Quand ?] hôtes du couvent contigu. À gauche la statue de la Madonna del Buon Cammino, une belle œuvre réalisée dans un atelier génois au XVIIIe siècle.

### Sanctuaire de Saint Giuseppe
L’église se dresse non loin de l’église Santa Lucia – l’hôpital annexe était géré par les moines. Avec l’abandon progressif de Santa Lucia, le sanctuaire San Giuseppe devint le nouveau siège de l’ancienne confrérie de sainte Lucie qui finit par changer de nom. La façade est simple : surmontée d’un tympan, elle présente en son centre un oculus dont le vitrail figure saint Joseph et l’Enfant. À l’intérieur la nef unique est surmontée d’un arc en ogive. L’espace presbytéral, qui présente un plan quadrangulaire et une voûte d’arêtes, est complété de chapelles latérales. Le mobilier compte notamment un intéressant édicule en bois.

### Grotte de Sainte Barbara
Découverte en 1952, certains chercheurs la datent du Silurien, il y a 444 à 416 millions d’années. Le parcours de visite dure environ 3 heures et démarre sur le petit train qui emprunte l’ancien tracé minier, ceci jusqu’à un ascenseur qui conduit le visiteur quasiment en dessous de la grotte. L’on accède à l’intérieur grâce à une échelle en colimaçon. La grotte est une vaste salle elliptique de plus de 70 m de diamètre et de 25 m de haut, caractérisée par d’imposantes colonnes en aragonite et des sculptures calcaires de formes variées. Elle abrite un lac de 20 m de diamètre. La grotte est complètement revêtue de concrétions notamment de « tuyaux d’orgue », des formations calcaires qui, lorsqu’on les touche, reproduisent le son de l’instrument.

### Tour de Cala Domestica
La tour fut bâtie pour empêcher les invasions mauresques. La couronne d’Espagne avait fait ériger des centaines de tours et d’avant-postes. Le système servait non seulement pour la défense mais aussi pour la contre-attaque : depuis les tours équipées de canons, on ouvrait le feu ; depuis les tours de guet, ou envoyait des signaux de fumée ou l’on procédait à des roulements de tambour. Cette tour de guet fut bâtie sur le promontoire extérieur du bout de côte allant de Portixeddu à Porto Paglia, au-dessus de l’accès à la baie d’où on peut contempler un splendide panorama. La tour tronconique est construite en claveaux de pierre calcaire ; elle est haute de 11 m et présente un diamètre d’environ 12 m. L’ouverture se trouve à une hauteur de 6 m et conduit à une seule salle surmontée d’un plafond en coupole. La pièce est large de 7 m et pourvue de 6 meurtrières.

### Le Musée minéralogique
Le musée fut fondé en 1871 en même temps que l’École des Mines afin de parachever la formation théorique des étudiants. Le musée est composé de deux salles abritant environ 3 000 pièces qui constituent une des collections les plus précieuses et complètes du secteur. Dans la première salle, on peut admirer des échantillons provenant du monde entier, parmi lesquels ceux du Bassin parisien. Les outils servant à l’extraction des minerais sont aussi présentés. La seconde salle abrite le noyau du musée, une collection de minéraux désormais introuvables provenant tous du sous-sol de la région. Les vitrines, ornées de motifs grotesques, d’arabesques, d’hermès et de raffinement de style Art Nouveau, combinent pleinement la fonctionnalité et l'esthétique.

### Musée de L'Art minier
Ce musée fut conçu en 1998 par un groupe d’hommes de la mine qui ne voulaient pas oublier l’histoire de leur terre et qui entendaient créer un signe tangible de la redécouverte de leurs origines. Le musée est aménagé dans les souterrains de l’Institut minier Giorgio Asproni. Y sont exposées quelques reproductions de maquettes, des articles de journaux concernant la vie de la mine, ainsi qu’une importante collection de photographies de l’époque. Le musée présente également les outils utilisés durant les différentes phases du travail (sondage, forage, transport), la reconstruction d’un atelier de mécanique et des outils modernes. Pour arriver dans les galeries situées sous le bâtiment, il faut emprunter une rampe et parcourir un tronçon de voie ferrée. On y a reconstitué quelques étapes du travail dans la mine.

### Porto Flavia
Parmi les activités minières en Sardaigne, ce site occupe une place importante dans l’innovation technologique. La société belge Vieille Montagne confia à l’ingénieur Cesare Vecelli le soin d’élaborer un projet visant à diminuer les coûts du transport du minerai depuis la mine jusqu’au ponton d’embarquement. Ce projet fut réalisé entre 1922 et 1924. Le projet se développe presque intégralement dans la montagne, ceci sur environ 600 m, et débouche à pic sur la mer. La structure extérieure présente sur la façade un grand arc surmonté de l’inscription « porto Flavia », flanqué d’une petite tour. La structure compte 9 silos creusés dans la montagne grâce à l’agrandissement de cavernes naturelles. Ces 9 vastes espaces se situent entre deux galeries superposées, juste devant l’îlot du Pan di Zucchero.

## Administration

### Communes limitrophes
Buggerru, Carbonia, Domusnovas, Fluminimaggiore, Gonnesa, Musei, Narcao, Siliqua, Vallermosa, Villacidro, Villamassargia

### Évolution démographique
Habitants recensés

## Jumelages
- Oberhausen, Allemagne, depuis 2002
- Pisa, Italie, depuis 2009

## Galerie de photos

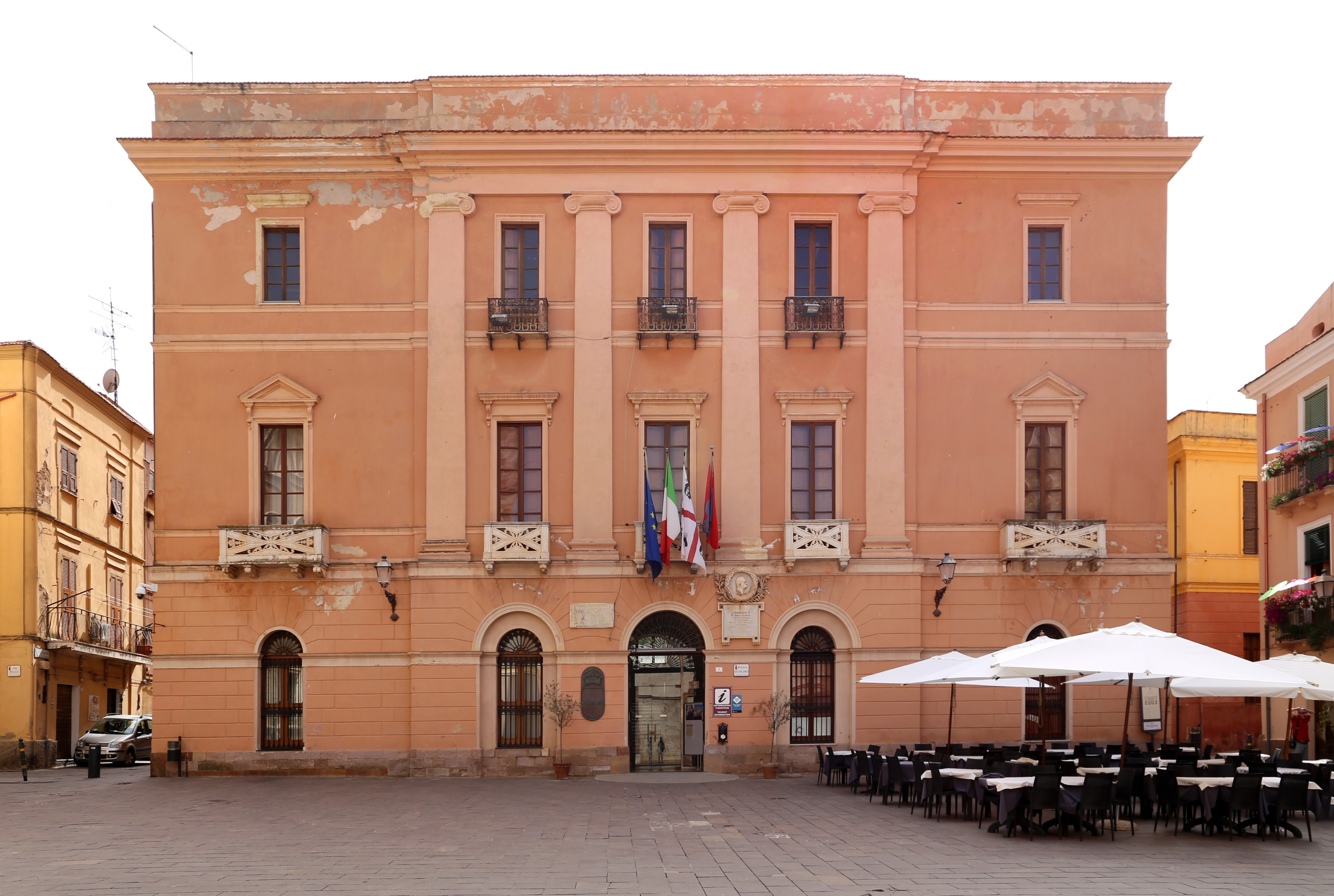
Ex hôtel de ville.
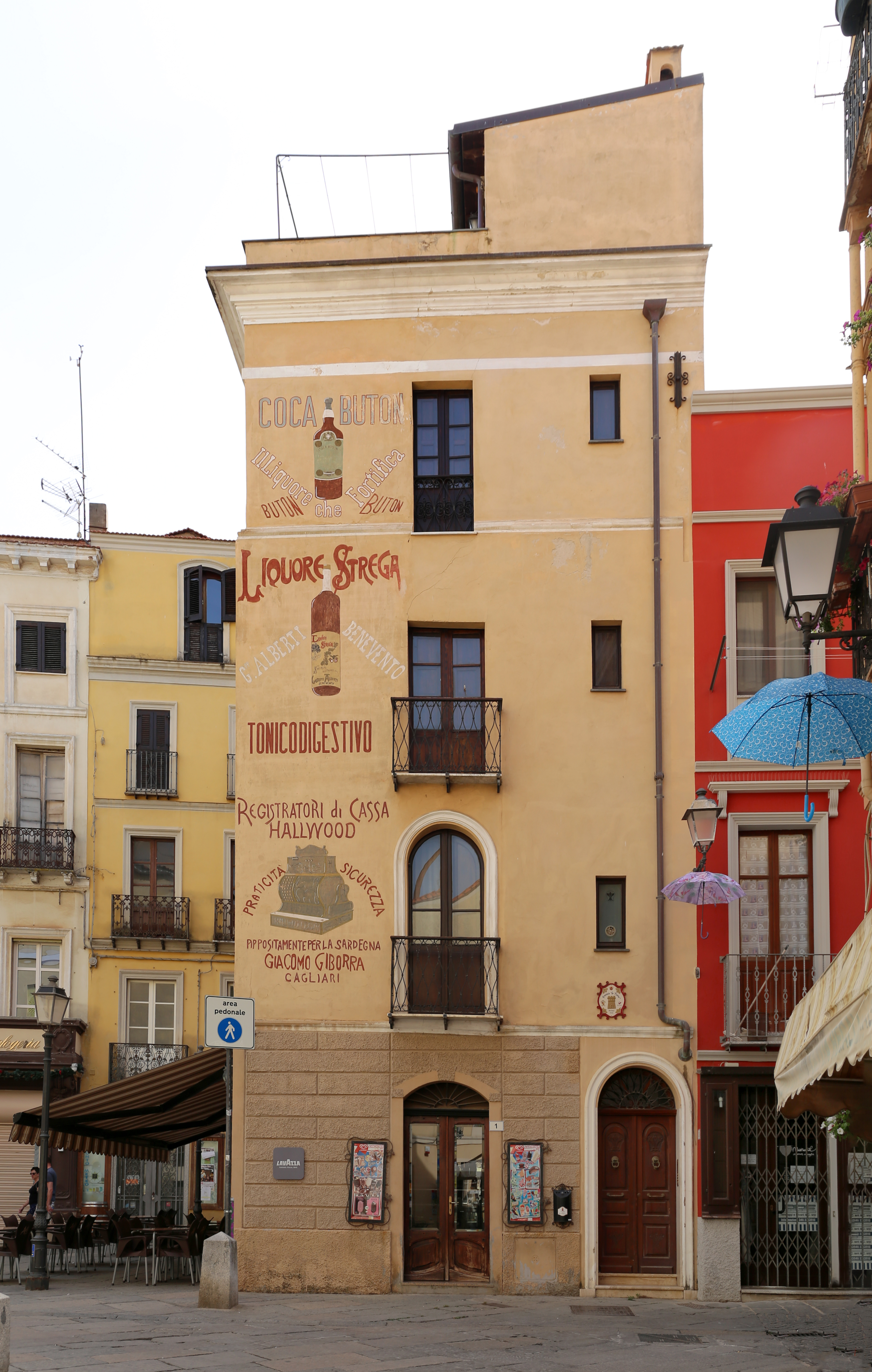
Place La Marmora.
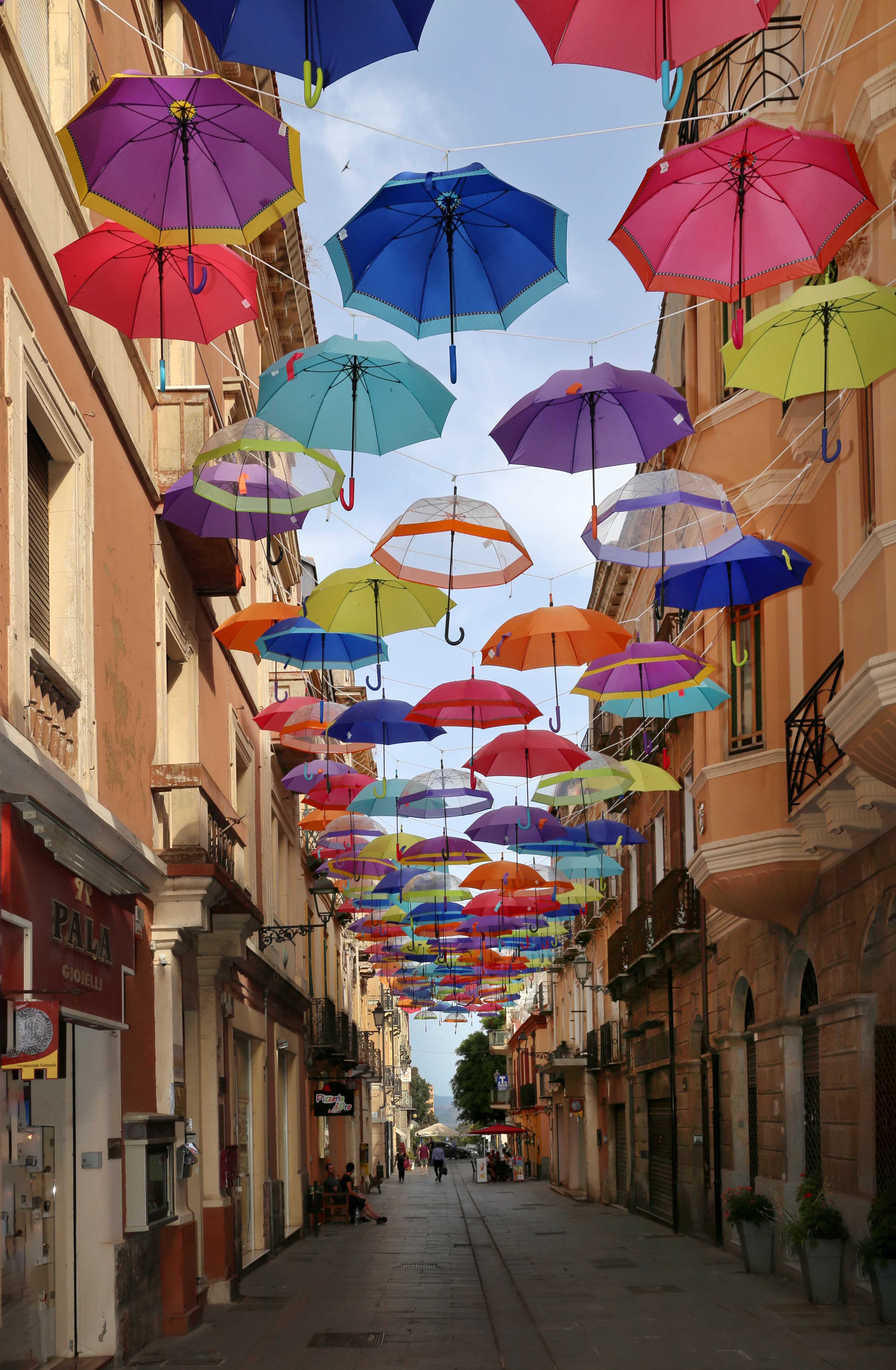
Corso Matteotti.
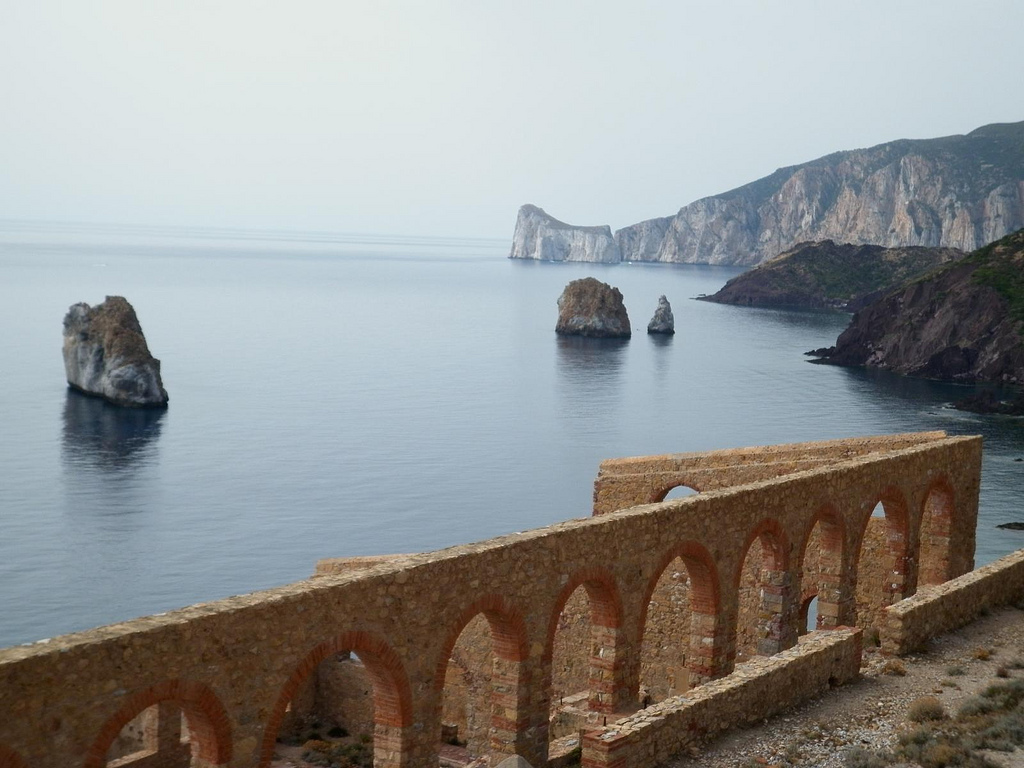
Masua.